# Grades du thé noir

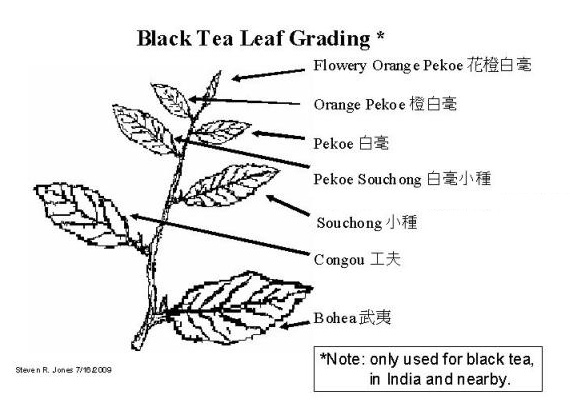
Grades des feuilles de thé.

Les différents grades du thé noir sont un mode de classification propre au thé noir qui renseigne le consommateur sur la finesse de la cueillette et la taille de la feuille de thé. Le thé noir étant essentiellement vendu sous forme de blends cette classification est rendue obligatoire si on veut obtenir un thé de qualité uniforme malgré les différents jardins de thé dont il provient. Les autres thés, rarement vendus sous forme de blends, sont directement identifiés par le jardin de thé dont ils proviennent et n'ont donc pas besoin de ce type de classification. 

## Les différents grades

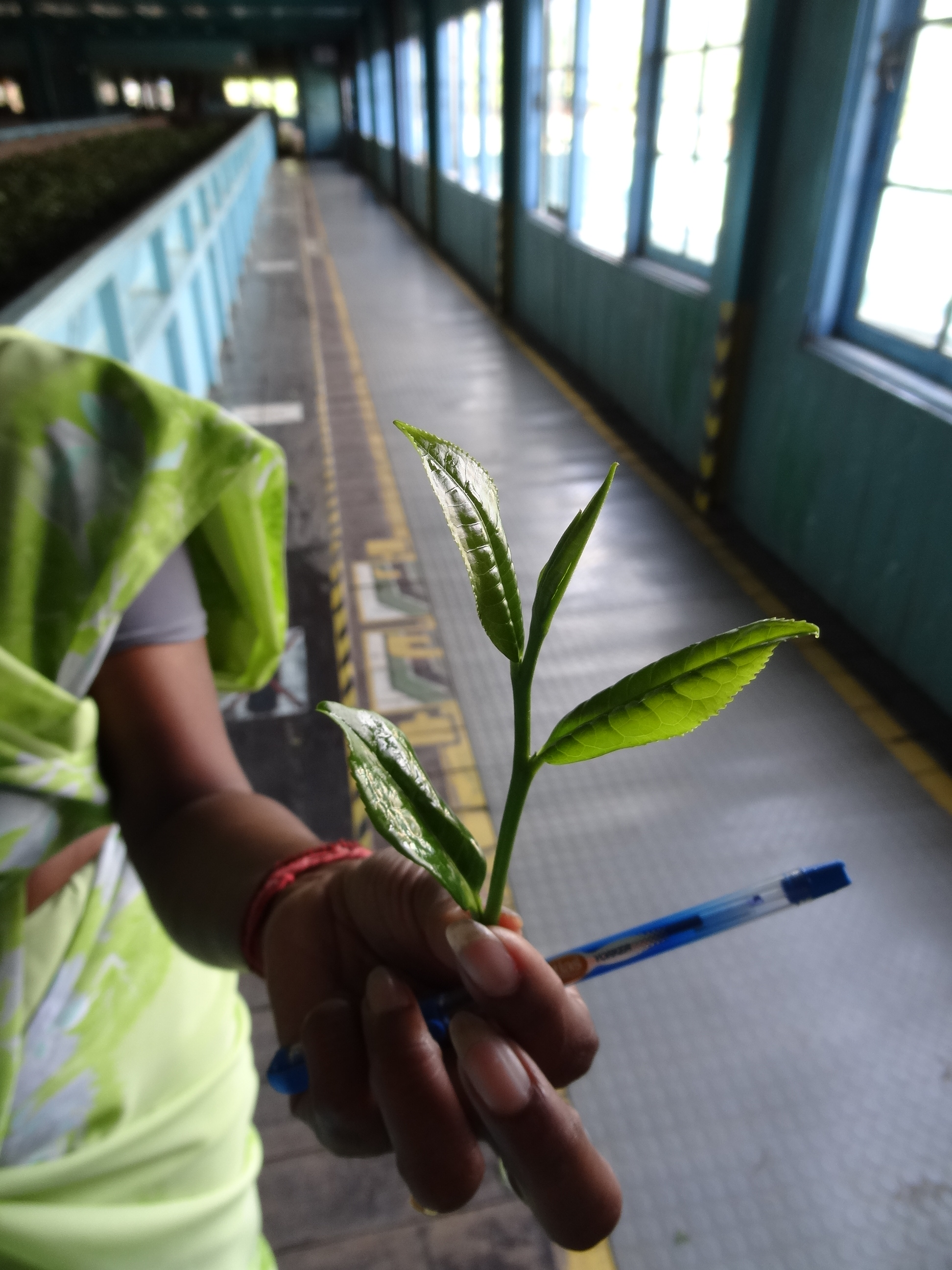
Récolte de type Pekoe, Sri Lanka

Pour les thés noirs d'Inde et ceux issus des pays ayant subi l'influence anglaise, les grades de qualité des thés noirs sont désignés par des sigles. Globalement, plus il y a de lettres, plus cela désigne un thé  de qualité. Cette classification se retrouve ainsi pour les thés en provenance du Sri Lanka (Ceylan), du Népal, du Bangladesh, de Turquie, de Géorgie, d'Iran, et d'autres pays d'Afrique et d'Amérique du sud. Finalement, seuls les thés chinois et japonais ne répondent pas à cette classification.
Le bourgeon terminal est dénommé tip ou Pekoe, dérivant d'un mot chinois signifiant « duvet ». Lors du roulage, le suc des feuilles va imprégner les tips, leur conférant une couleur dorée ou argentée, d'où les termes Golden et Silver.
Le terme Orange signifie « royal », par allusion à la famille royale des Pays-Bas, les Orange-Nassau. 

### Feuilles entières

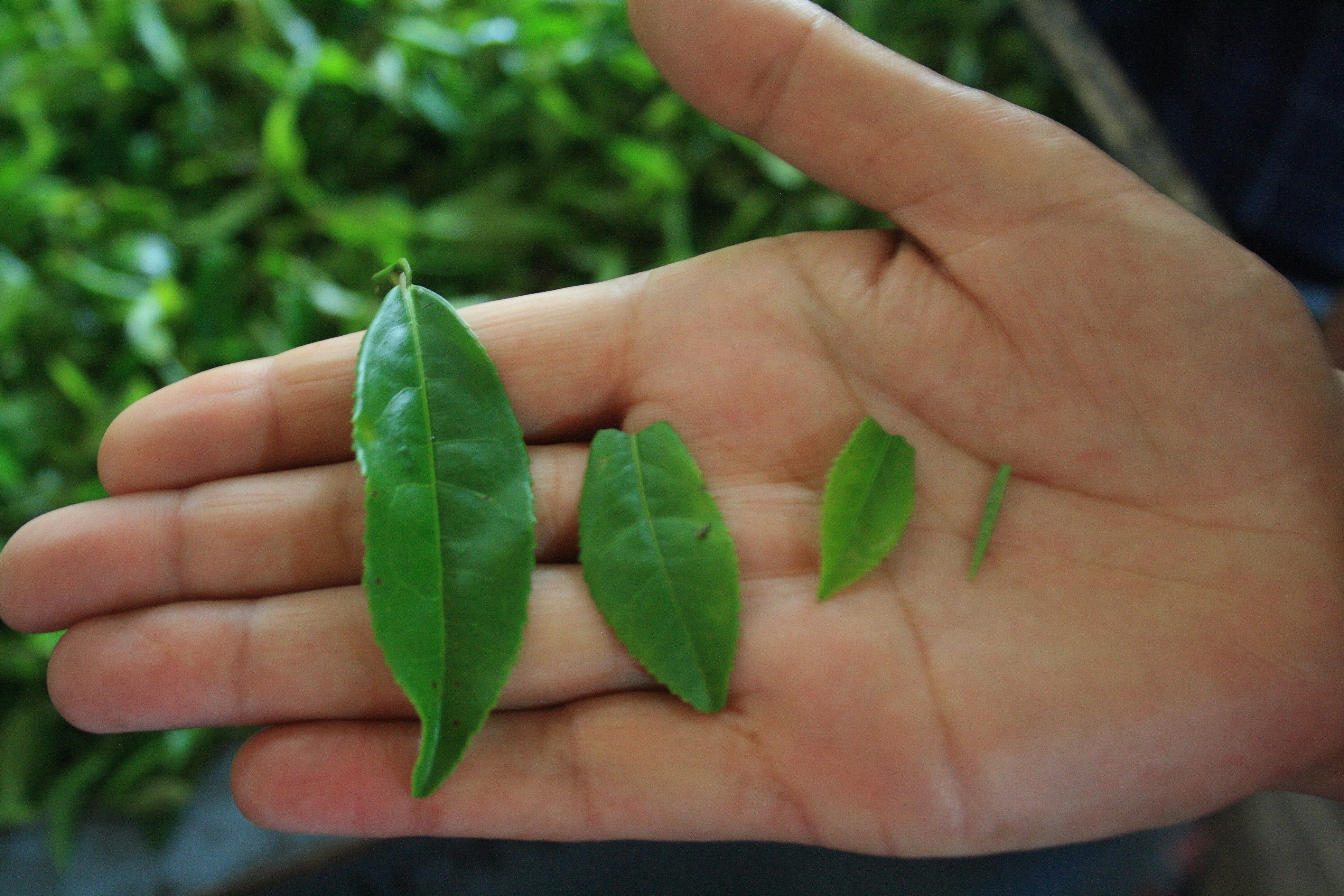
Feuilles de thé fraiches avant séchage. Même issues de la même plante, le prix est inversement proportionnel à leur taille.

On trouve par ordre croissant de qualité :
- Souchong : très grandes feuilles, basses sur le théier (4-5e), larges et âgées, utilisées pour préparer les thés fumés chinois ;
- Pekoe : feuilles plus fines, sans bourgeons, d'aspect grossier ;
- FP (Flowery Pekoe) : feuilles roulées en boule.
- OP (Orange Pekoe) : jeunes feuilles (cueillette fine tardive) ;
- FOP (Flowery Orange pekoe) : bourgeon et deux dernières feuilles (cueillette « impériale »). Les bourgeons dorent avec la fermentation, et sont parfois appelés golden tips (« pointes d'or »).

La classification de cette dernière catégorie est plus fine en Inde du Nord, et rend compte de la quantité relative en bourgeons, et de leur qualité. On trouve par ordre croissant de qualité :
- GFOP (Golden Flowery Orange Pekoe) : thé riche en bourgeons dorés ;
- TGFOP (Tippy Golden Flowery Orange Pekoe) : contient uniquement des bourgeons ;
- TGFOP 1 (Tippy Golden Flowery Orange Pekoe One) : thé TGFOP de grande qualité  ;
- FTGFOP (Finest Tippy Golden Flowery Orange Pekoe) : thé TGFOP de très grande qualité ;
- FTGFOP1 (Finest Tippy Golden Flowery Orange Pekoe One) : idem, en mieux ;
- SFTGFOP (Special Finest Tippy Golden Flowery Orange Pekoe) : thé FTGFOP de qualité exceptionnelle ;
- SFTGFOP 1 (Special Finest Tippy Golden Flowery Orange Pekoe One) : idem, en mieux.

### Feuilles brisées
Les feuilles ne sont plus entières et beaucoup plus petites que dans un Orange Pekoe. La boisson est plus corsée et plus foncée, et l'infusion plus courte. On trouve par ordre croissant de qualité les grades équivalents à ceux des thés à feuilles entières, avec la lettre « B » pour broken (brisée) :
- BP Souchong : cueillette grossière de faible qualité ;
- BP (Broken Pekoe) : feuilles plus basses (2-3e) ne contenant pas de bourgeons ;
- BOP (Broken Orange Pekoe) ;
- FBOP (Flowery BOP) ;
- GBOP (Golden BOP) ;
- GFBOP (Golden Flowery BOP) ;
- TGBOP (Tippy Golden BOP) ;

### Feuilles broyées
On trouve dans la région du Fujian, en Chine, des thés dont les feuilles sont broyées avant la fin de l'oxydation. Il existe principalement deux sortes de thés à feuilles broyées :
- F (fannings) : petits morceaux de feuilles utilisés dans les sachets de thé ;
- D (dust, « poussière ») : les feuilles sont pratiquement réduites en poudre mais ne sont pas utilisées dans les sachets de thé. Ce type d'utilisation ne constitue pas un grade de thé.

## Autres thés
Les autres couleurs de thés, rarement vendus sous forme de blends, ne possèdent pas de système international de grade comparable à celui du thé noir. La qualité de ces thés dépend alors essentiellement du jardin de thé dont ils proviennent.

### Sources
- Le guide du Théophile, Palais des thés, 128 p.
- Le guide de dégustation de l'amateur de thé, éditions du Chêne - nouvelle édition 2015 - 240 p.